# Schloss Hueb (Mettmach)

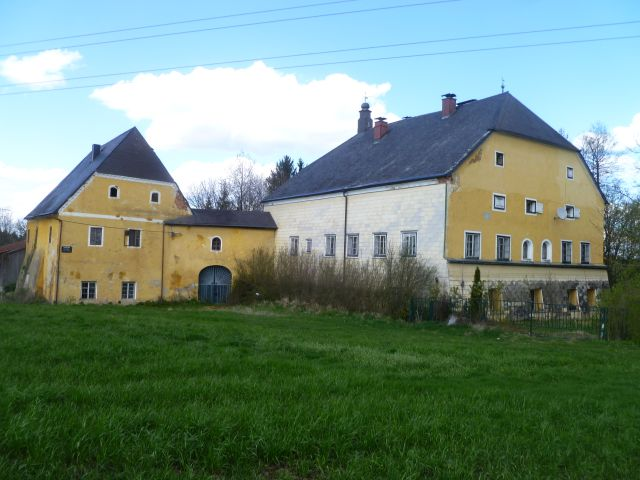
Schloss Hueb

Das Schloss Hueb befindet sich im Ortsteil Hub der Gemeinde Mettmach in Oberösterreich.

## Geschichte

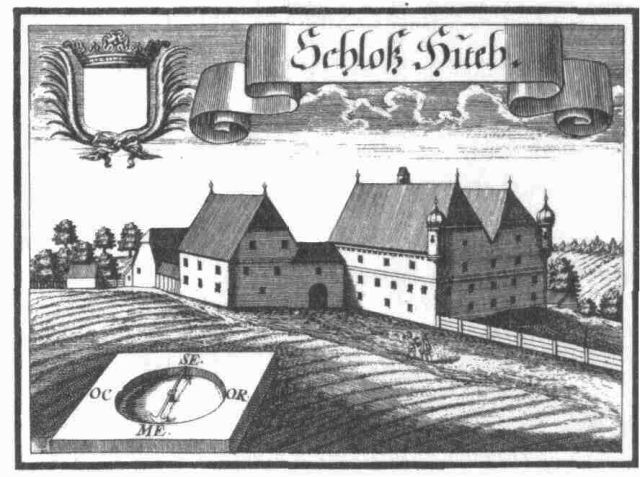
Schloss Hueb, Kupferstich von Michael Wening, 1721

Ein Sitz Hueb ist 1485 beurkundet, als der „Edel vng vesst Laczarus Ellrechinger zw Heb“ urkundet und siegelt. Von den Ellrechingern ging der Sitz auf die Dachsberger über. Um 1517 wurde ein Hans von Dachsberg genannt. Das Schloss wurde unter Rudolph von Dachsberg (Taxberg) zu Aspach auf einem Hügel der Mettmacher Au errichtet.
Durch Heirat der Anna Juliane von Dachsperg, verehelichte Freifrau von Franking und wiederverheiratete Wartenberg, gelangte der Besitz an die Grafen von Wartenberg. Mit Ferdinand Lorenz von Wartenberg starb dieses Geschlecht am 3. Juli 1654 aus. Erben der Wartenberger waren die Frankinger. Hueb blieb bis 1829 im Besitz der Grafen von Franking. Von diesen gelangte es an die Familie derer von Handel. 1853 übernahm Ernst von Handel-Mazzetti den Besitz. Nachfolger war 1920 der Schriftsteller Anton Schott (1866–1945). Seit 1930 ist Hueb im Besitz der Hermine Bruckbauer bzw. seit 1959 im Eigentum ihrer Tochter Marie.

## Schloss Hueb heute
Das Schloss wird um 1960 noch als „frisch renoviert“ bzw. als „entzückendes Schlösschen“ bezeichnet. Davon kann heute keine Rede mehr sein. Das Schloss ist verkommen, der Schlosshof verwildert und der ehemalige Park mit Gesträuch zugewachsen.
Das Schloss selbst ist dreigeschoßig und mit einem Schopfwalmdach versehen. Die Dachkonstruktion ist im Vergleich zur Ansicht von 1721 mit dem doppelt eingewalmten Dach deutlich verändert, und die Ecktürmchen sind verschwunden. Im Schloss ist eine Kapelle eingebaut. Darin soll eine Tafel mit folgenden Namen angebracht sein: Handel auf Hueb und Hagenau 1776–1847, J. v. Preen 1783–1806, L. Franz von Handel 1855, A. Fr. Mazzetti von Roccamova 1813–1845, C, Benvenutti von Chiusole 1816–1847. Oberhalb des Eingangs zum Schloss findet sich die Jahreszahl 1610, links befindet sich das Wappen der Dachsberger, rechts das Wappen einer Sabina Dachsberg, geborene Herzham. Zwischen Schloss- und Wirtschaftsgebäuden ist eine verbindende Mauer vorhanden, die ursprünglich zum einstigen Torbau gehörte. Oberhalb des Tors befindet sich ein ehemals offener Wehrgang vom Schloss zu einer Laube des Wirtschaftsgebäudes. Dieses ist zweigeschoßig und ebenfalls mit einem Schopfwalmdach versehen.

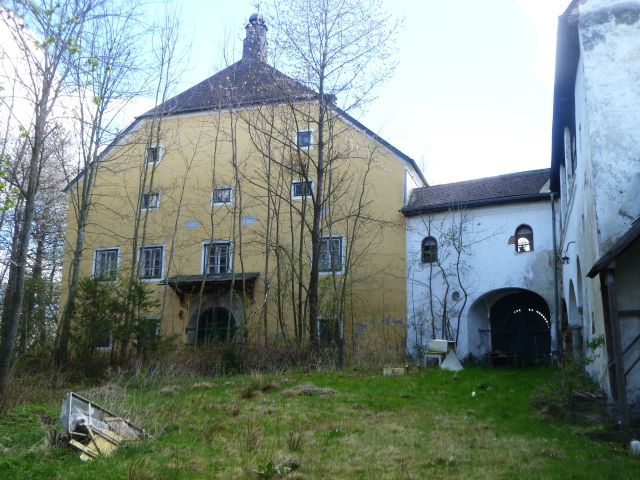
Innenhof
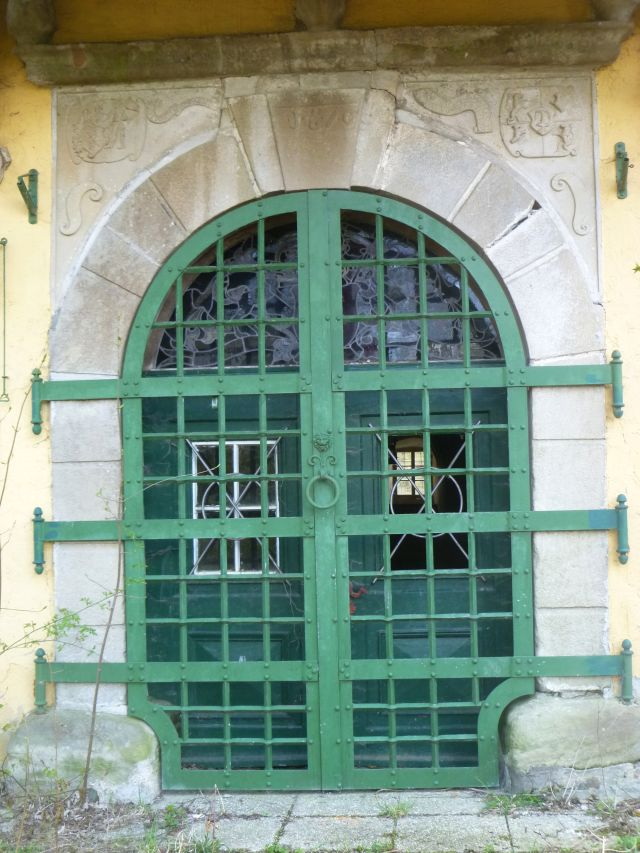
Eingangstor
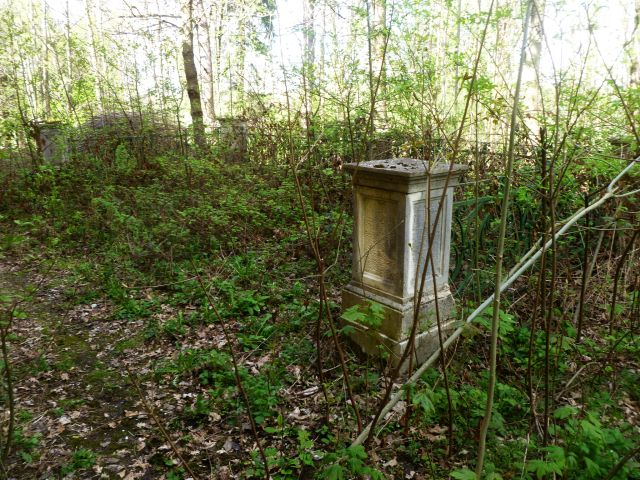
Verwilderte Terrasse